# Vlag van Quito

Vlag van Quito (ratio 2:3)

De vlag van Quito is verdeeld in zes even brede verticale banden, waarvan de binnenste vier rood zijn en de buitenste twee blauw. De kleuren moeten respectievelijk het bloed van Quiteños en de zeeën en luchten voorstellen. In het midden van de vlag staat het wapen van de stad, of soms alleen het meer eenvoudige kasteel, dat kracht, adel en loyaliteit aan de stad symboliseert.
De hoofdstad Quito nam de vlag in gebruik op 17 mei 1944, waarbij de stadsvlag hebben een hoogte-breedteverhouding van 2:3.

Vlag van het eerste bestuur van de autonome regering van Quito

De "Patriotten van 10 de Agosto" namen als hun vlag een rode banier met een wit zeil, om hun verzet aan te geven tegen Spanje, wiens militaire vlag wit was met het rode zeil van Sint-Andrés (bekend als het zeil van Borgoña). Het embleem werd gebruikt door de vrijgezinde patriotten die zich verzetten tegen de Spaanse tegenaanval in 1812. Ze werden gevangen genomen door de royalistische troepen van Toribio Montes en Juan de Sámano in de Slag bij Ibarra in december van dat jaar. Gedurende een groot deel van de 20e eeuw werd, door een fout in de transcriptie van het deel van de Slag bij Ibarra, gedacht dat het paviljoen van de quiteño helemaal rood was, opgehangen in een "witte" hoorn. Bij de viering van de tweehonderdste verjaardag van 10 augustus 1809 werd dit gecorrigeerd.